# Mili (atol)
Mili (Marshallees: Mile) is een koraalatol van 92 eilanden in de Grote Oceaan. De atol vormt een wetgevend district van de Marshalleilanden. Het ligt ongeveer 78 kilometer ten zuidoosten van Arno. De totale landoppervlakte is 14,9 km² en daarmee is Mili na Kwajalein de grootste van de Marshalleilanden.
De atol omsluit een veel kleinere lagune dan Kwajalein, met een oppervlakte van 760 km². Het atol wordt door een kanaal, de Klee Passage, gescheiden van de atol Knox, dat aanzienlijk kleiner is.
Bij de volkstelling van 2021 telde Mili 497 inwoners. Het belangrijkste dorp heet ook Mili. Andere dorpen zijn Nallu, Enejet, Lukonor, Tokewa en Wau, Mili. Nallu, Enejet en Lukonwor zijn vanuit Mili alleen bij eb over land bereikbaar. Alleen Mili en Enejet hebben landingsbanen voor kleine vliegtuigen. Mili Airport en Enejit Airport worden bediend door Air Marshall Islands wanneer de vliegtuigen operationeel zijn.

## Geschiedenis
Het Britse koopvaardijschip Rolla nam verschillende eilanden waar in de Ratak- en Ralikketen. Op 20 oktober 1803 zagen ze eilanden op 5°41′N 169°27′E, mogelijk de atol Mili. Kapitein Cummings stuurde een kotter, maar door de zware branding kon die niet landen. Rolla had veroordeelden vervoerd van het Verenigd Koninkrijk naar New South Wales en was op weg naar Canton om een lading te vinden om mee terug te nemen naar Groot-Brittannië.
In het begin van de 19e eeuw werden de atollen Mili en Knox door Adam Johann von Krusenstern de Mulgraveilanden genoemd. In 1823 bracht de muitende bemanning van de walvisvaarder Globe uit Nantucket, Massachusetts, hun schip naar Mili. De muiters, onder leiding van Samuel B. Comstock, hadden de kapitein en drie officieren van de Globe vermoord. Een paar dagen nadat het schip voor anker ging bij Mili, werd Comstock vermoord door mede-muiter Silas Payne. Zes bemanningsleden vluchtten met het schip en lieten negen mannen achter op het eiland. Toen de Amerikaanse schoener Dolphin, onder bevel van luitenant-commandant John Percival, twee jaar later arriveerde om hen te redden, hadden de eilandbewoners op twee na alle bemanningsleden gedood.
De beruchte Bully Hayes was eind 19e eeuw eigenaar van Tokowa Islet op Mili en gebruikte het als uitvalsbasis voor zijn operaties. Mili werd in 1885 samen met de rest van de Marshalleilanden opgeëist door het Duitse Rijk.
Volgens sommige theoretici die pleiten voor de Japanse vangsthypothese van Amelia Earhart, zou Mili de plek kunnen zijn geweest waar Earhart en Fred Noonan in 1937 landden nadat ze er niet in slaagden Howland te bereiken. Het bewijs dat dit daadwerkelijk gebeurd is, is echter grotendeels gebaseerd op onbetrouwbare ooggetuigenverklaringen in plaats van overtuigend fysiek bewijs; de meeste historici geloven dat Earhart en Noonan geen reden zouden hebben gehad om een poging te wagen om op Mili te komen, en als ze dat wel hadden gedaan, zouden ze zonder brandstof zijn komen te zitten voordat ze het hadden gehaald.

### Tweede Wereldoorlog
Na de Eerste Wereldoorlog viel het eiland onder het Zuid-Pacifisch Mandaatgebied van het Japanse Keizerrijk. Mili huisvestte een radiobaken en een weerstation en het atol werd versterkt door het Japanse leger. Het garnizoen bestond uit 2.045 man van de Japanse Keizerlijke Marine en 2.237 man van het Japans Keizerlijk Leger. In 1942 werd er een watervliegtuigbasis gebouwd. Tussen eind 1942 en eind 1943 legden de Japanners ook een vliegveld aan met drie start- en landingsbanen en tal van ondersteunende gebouwen, waaronder een radarstation. Koreaanse en Marshellese dwangarbeiders werden hiervoor ingezet; ongeveer 800 tot 1000 Koreanen werden naar het eiland overgebracht. De omtrek van het eiland werd versterkt met kustverdediging en luchtafweergeschut. Tussen midden 1943 en augustus 1945 werd Mili gebombardeerd door vliegtuigen van vliegdekschepen van de United States Navy en beschoten door oorlogsschepen. De aanvallen namen in frequentie en hevigheid toe nadat Majuro en Kwajalein in handen van de Verenigde Staten waren gevallen. Van het Japanse garnizoen van 5100 man (2600 Japanse Keizerlijke Marine en 2500 Japans Keizerlijk Leger) overleefde slechts de helft het einde van de oorlog. Op 22 augustus 1945 gaf de Japanse garnizoenscommandant zijn troepen over aan boord van de USS Levy.

#### Beweerd gedwongen kannibalisme en Koreaanse opstand
Volgens verschillende getuigenissen die vanaf 2010 werden gepubliceerd en die door minstens één Japanse onderzoeker en door de Zuid-Koreaanse regering werden bevestigd, gaven Japanse soldaten, te midden van slinkende voedselvoorraden, Koreanen begin 1945 “walvisvlees” te eten, dat in werkelijkheid mensenvlees was van andere dode Koreanen. Nadat ze de waarheid hadden gehoord, kwamen de Koreanen in opstand en doodden 11 Japanse bewakers. De volgende dag voerden Japanse troepen van een naburig eiland een strafaanval uit. De Koreaanse opstand werd neergeslagen en minstens 32 Koreanen werden geëxecuteerd door het vuurpeloton en nog eens 23 stierven door zelfmoord. Van 1942 tot 1945 stierven ongeveer 218 Koreanen op Mili.

### Na de oorlog
Na het einde van de Tweede Wereldoorlog kwam Mili onder controle van de Verenigde Staten als onderdeel van het Trustschap van de Pacifische Eilanden. Sinds 1986 maakt het eiland deel uit van de onafhankelijke Republiek der Marshalleilanden.
Mili is nog steeds bezaaid met duizenden overblijfselen uit de Tweede Wereldoorlog. De wet verbiedt dat deze voorwerpen van het eiland worden verwijderd. Wat overblijft zijn voornamelijk grote bunkersystemen, railsystemen, oude artilleriestukken en restanten van vliegtuigen. Voorbeelden hiervan zijn Japanse Mitsubishi A6M Zero's en een North American B-25 Mitchell bommenwerper die in slechts enkele meters water staat. De grond is nog steeds bedekt met kraters die zijn ontstaan door de artilleriecampagnes die 30 dagen duurden om het eiland “klaar te maken” voor de invasie van de geallieerden.
Hoewel in de jaren 1960 duizenden niet-geëxplodeerde munitie werden vernietigd door vrijwilligers van het Vredeskorps, blijft er voor mensen gevaar bestaan door chemische stoffen in Japanse en Amerikaanse niet-geëxplodeerde munitie op het land en in de oceaan (die in de voedselketen terecht kunnen komen).

## Important Bird Area
Het park is aangewezen als Important Bird Area door BirdLife International vanwege het belang voor een significante populatie van de Micronesische muskaatduif (Ducula oceanica ratakensis).